# Parque Asa Branca
O 'Parque Asa Branca tem uma área de aproximadamente quinze mil metros quadrados, onde estão distribuídos os seguintes equipamentos:
- Museu de Luiz Gonzaga, com mais de quinhentas peças que pertenceram ao compositor Luís Gonzaga tais como: discos, acordeão, fotografias, a indumentária típica de sertanejo com a qual o Rei do Baião costumava se apresentar etc. O museu foi criado pelo próprio compositor, mas só seria inaugurado após a sua morte, em 1989, pelo seu filho Luís Gonzaga Júnior o Gonzaguinha

- Pousada com oitenta leitos para receber turistas
- Quadra para exibição de grupos artísticos, palco para apresentação de shows musicais, bar e lanchonete
- A casa que pertenceu a Januário, pai de Luís Gonzaga

É também ali que está o mausoléu de Luís Gonzaga. Em dezembro de 2001, o projeto Viva Gonzagão encaminhou ao Instituto do patrimônio Histórico e Artístico Nacional (Iphan) a proposta de tombamento do Parque Asa Branca como um bem do patrimônio artístico nacional.